# Сахли, Али
Али Сахли (араб. اعلیرضا سلیمانی کربلایی‎/ 3 апреля 1924, Бенгази, Итальянская Ливия — 21 мая 2004, Амман, Иордания) — ливийский государственный деятель и дипломат, министр иностранных дел Ливии (1956—1957).

## Биография
Получил высшее образование в Лондоне (бакалавр права) и Венеции (доктор словесности). 
- 1952—1954 гг. — назир (провинциальный министр) юстиции Киренаики,
- 1954 г. — председатель Исполнительного Совета Киренаики,
- 1954—1955 гг. — министр связи Королевства Ливия,
- 1955—1956 гг. — министр финансов,
- 1956 г. — министр юстиции,
- 1956—1957 гг. — министр иностранных дел,
- 1957 г. — министр связи,
- 1957—1958 гг. — посол в Великобритании,
- 1958—1965 гг. — начальник Королевского Дивана (королевского кабинета),
- 1965—1967 гг. — посол в Италии,
- 1967 г. — министр внутренних дел Королевства Ливия.

В 1967—1970 гг. — практикующий адвокат.
После Ливийской революции в 1970—1986 гг. являлся профессором факультет искусств и образования Гарюнисского университета в Бенгази.

## Награды и звания
- Орден Независимости 1-го класса (Ливия)
- Орден Независимости 1-го класса (Тунис)
- Орден Короны 1-й степени (Монако)
- Орден Георга I 1-й степени (Греция)
- Орден сияющей звезды 1-го класса (Тайвань)
- Кавалер ордена Звезды Италии.